# Palazzo di Antonio Massimo
Palazzo di Antonio Massimo é um palácio localizado no número 28 da Via dell'Orso, no rione Ponte de Roma.

## História
Este palácio foi construído pelo príncipe da nobre família dos Massimo no século XVI e, no século seguinte, foi sede da prelatura dos Carafa. Diversas modificações foram realizadas ao longo dos séculos na estrutura, que atualmente se apresenta com um mezzanino acima do piso térreo, que se abre em diversas portas de entrada e de negócios, uma cornija marcapiano e dois pisos com janelas arquitravadas. No pátio interno, de frente para a entrada, está uma fonte fixada abrigada num nicho em estuque encimado por um tímpano decorado por um brasão de um escudo liso. No centro do nicho está um outro nicho menor com uma bacia em formato de concha e uma válvula de onde verte a água. Abaixo, alguns elementos em rocaille formam duas pequenas bacias semicirculares simétricas entre as quais está uma escultura mutilada representando uma ninfa em posição deitada. No nível do chão está um tanque oval que recolhe a água que escorre.
Em 19 de abril de 1944, durante a Segunda Guerra Mundial, a Gestapo descobriu no local a sede do jornal Avanti no local e muitos dos residentes do palácio foram presos.